# Le Boullay-Mivoye
Le Boullay-Mivoye è un comune francese di 437 abitanti situato nel dipartimento dell'Eure-et-Loir nella regione del Centro-Valle della Loira.

## Società

### Evoluzione demografica
Abitanti censiti